# Sci alpino ai X Giochi paralimpici invernali

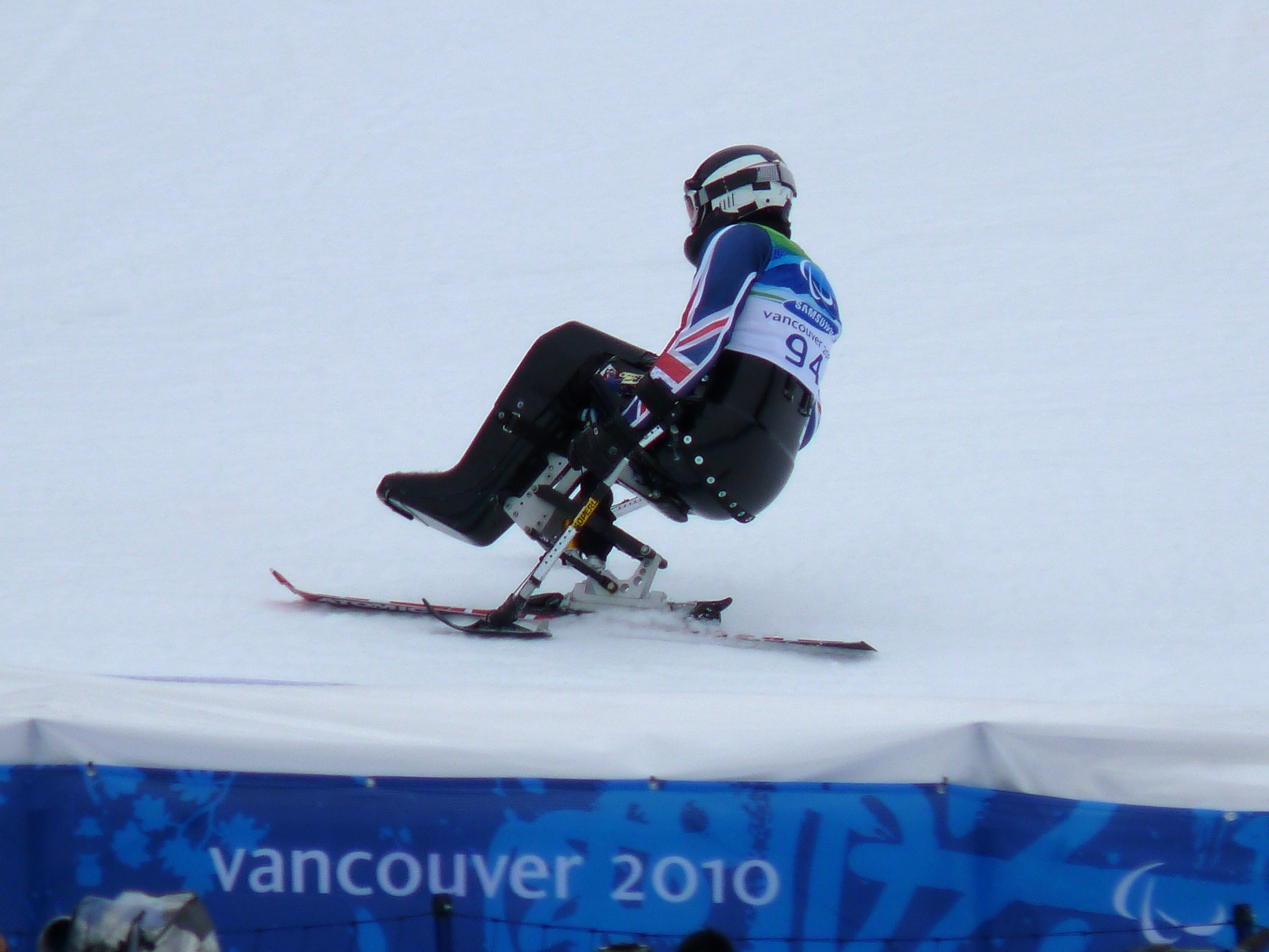
L'atleta britannico Talan Skeels-Piggins durante la gara di slalom in categoria seduti

Le gare di sci alpino  ai X Giochi paralimpici invernali di Vancouver si sono svolte dal 14 al 21 marzo 2010 al Whistler Olympic Park.

## Categorie
Ognuna delle cinque discipline dello sci alpino classico è composta da tre tipi di competizioni:
- ipo e non vedenti (visually impaired, secondo la frequente espressione in inglese): tre categorie, da B1 (totalmente non vedenti) a B3 (parziale visibilità);
- in piedi (standing): nove categorie, da LW1 a LW9 (a seconda del tipo di amputazione);
- seduti (sitting): tre categorie, da LW10 ad LW12 (con paraplegia a gravità decrescente)

Viene comunque stilata un'unica classifica, ma i tempi dei singoli concorrenti vengono compensati applicando la cosiddetta "formula di compensazione del tempo" (adjusted time formula).

## Podii

### Uomini
| Evento            | Oro                     | Punti   | Argento                        | Punti   | Bronzo                  | Punti   |
| Discesa libera    |                         |         |                                |         |                         |         |
| In piedi          | Gerd Schönfelder        | 1'20"80 | Marty Mayberry Michael Brugger | 1'22"78 |                         |         |
| Seduti            | Cristoph Kunz           | 1'18"19 | Taiki Morii                    | 1'18"63 | Akira Kano              | 1'19"19 |
| Ipo e non vedenti | Jon Santacana Maiztegui | 1'18"23 | Mark Bathum                    | 1'18"63 | Gerd Gradwohl           | 1'20"40 |
| Supergigante      |                         |         |                                |         |                         |         |
| In piedi          | Gerd Schönfelder        | 1'20"11 | Vincent Gauthier-Manuel        | 1'21"24 | Hubert Mandl            | 1'21"97 |
| Seduti            | Akira Kano              | 1'19"98 | Martin Braxenthaler            | 1'20"63 | Taiki Morii             | 1'20"98 |
| Ipo e non vedenti | Nicolas Berejny         | 1'21"55 | Jakub Krako                    | 1'21"71 | Miroslav Haraus         | 1'22"75 |
| Slalom gigante    |                         |         |                                |         |                         |         |
| In piedi          | Gerd Schönfelder        | 2'23"92 | Robert Meusburger              | 2'26"08 | Vincent Gauthier-Manuel | 2'26"33 |
| Seduti            | Martin Braxenthaler     | 2'32"40 | Cristoph Kunz                  | 2'40"35 | Takeshi Suzuki          | 2'45"61 |
| Ipo e non vedenti | Jakub Krako             | 2'41"99 | Jon Santacana Maiztegui        | 2'42"20 | Gianmaria Dal Maistro   | 2'44"25 |
| Slalom speciale   |                         |         |                                |         |                         |         |
| In piedi          | Adam Hall               | 1'45"40 | Gerd Schönfelder               | 1'45"97 | Cameron Rahles-Rahbula  | 1'47"69 |
| Seduti            | Martin Braxenthaler     | 1'41"63 | John Dueck                     | 1'46"29 | Philipp Bonadimann      | 1'46"34 |
| Ipo e non vedenti | Jakub Krako             | 1'45"82 | Jon Santacana Maiztegui        | 1'46"91 | Gianmaria Dal Maistro   | 1'48"32 |
| Supercombinata    |                         |         |                                |         |                         |         |
| In piedi          | Gerd Schönfelder        | 2'11"84 | Vincent Gauthier-Manuel        | 2'12"04 | Cameron Rahles-Rahbula  | 2'13"85 |
| Seduti            | Martin Braxenthaler     | 2'10"16 | Jürgen Egle                    | 2'12"80 | Philipp Bonadimann      | 2'12"96 |
| Ipo e non vedenti | Jakub Krako             | 2'14"61 | Gianmaria Dal Maistro          | 2'16"18 | Miroslav Haraus         | 2'16"31 |

### Donne
| Evento            | Oro                  | Punti   | Argento            | Punti   | Bronzo              | Punti   |
| Discesa libera    |                      |         |                    |         |                     |         |
| In piedi          | Lauren Woolstencroft | 1'25"54 | Solene Jambaque    | 1'29"94 | Andrea Rothfuss     | 1'30"58 |
| Seduti            | Alana Nichols        | 1'23"31 | Laurie Stephens    | 1'28"26 | Claudia Lösch       | 1'29"89 |
| Ipo e non vedenti | Viviane Forest       | 1'27"51 | Henrieta Farkašová | 1'28"17 | Danelle Umstead     | 1'30"18 |
| Supergigante      |                      |         |                    |         |                     |         |
| In piedi          | Lauren Woolstencroft | 1'26"46 | Melania Corradini  | 1'31"92 | Andrea Rothfuss     | 1'32"47 |
| Seduti            | Claudia Lösch        | 1'33"89 | Alana Nichols      | 1'36"68 | Anna Schaffelhuber  | 1'38"25 |
| Ipo e non vedenti | Henrieta Farkašová   | 1'33"81 | Viviane Forest     | 1'37"54 | Anna Kulíšková      | 1'38"02 |
| Slalom gigante    |                      |         |                    |         |                     |         |
| In piedi          | Lauren Woolstencroft | 2'34"03 | Andrea Rothfuss    | 2'41"60 | Petra Smaržová      | 2'41"63 |
| Seduti            | Alana Nichols        | 2'57"57 | Stephani Victor    | 3'01"78 | Kuniko Obinata      | 3'08"71 |
| Ipo e non vedenti | Henrieta Farkašová   | 2'56"65 | Sabine Gasteiger   | 3'02"18 | Viviane Forest      | 3'11"17 |
| Slalom speciale   |                      |         |                    |         |                     |         |
| In piedi          | Lauren Woolstencroft | 1'51"97 | Andrea Rothfuss    | 1'58"35 | Karolina Wisniewska | 1'58"84 |
| Seduti            | Claudia Lösch        | 2'12"05 | Stephani Victor    | 2'12"63 | Kuniko Obinata      | 2'18"60 |
| Ipo e non vedenti | Sabine Gasteiger     | 2'00"56 | Viviane Forest     | 2'01"45 | Jessica Gallagher   | 2'04"35 |
| Supercombinata    |                      |         |                    |         |                     |         |
| In piedi          | Lauren Woolstencroft | 2'22"67 | Solene Jambaque    | 2'34"82 | Karolina Wisniewska | 2'35"47 |
| Seduti            | Stephani Victor      | 2'40"71 | Claudia Lösch      | 2'44"28 | Alana Nichols       | 2'47"54 |
| Ipo e non vedenti | Henrieta Farkašová   | 2'34"61 | Viviane Forest     | 2'35"94 | Danelle Umstead     | 2'48"75 |

## Medagliere
| Posizione | Paese         |    |    |    | Totale |
| --------- | ------------- | -- | -- | -- | ------ |
| 1         | Germania      | 7  | 4  | 4  | 15     |
| 2         | Canada        | 6  | 4  | 3  | 13     |
| 3         | Slovacchia    | 6  | 2  | 3  | 11     |
| 4         | Stati Uniti   | 3  | 5  | 3  | 11     |
| 5         | Austria       | 3  | 4  | 4  | 11     |
| 6         | Francia       | 1  | 4  | 1  | 5      |
| 7         | Spagna        | 1  | 2  | 0  | 3      |
| 7         | Svizzera      | 1  | 2  | 0  | 3      |
| 9         | Giappone      | 1  | 1  | 5  | 7      |
| 10        | Nuova Zelanda | 1  | 0  | 0  | 1      |
| 11        | Italia        | 0  | 2  | 2  | 4      |
| 12        | Australia     | 0  | 1  | 3  | 4      |
| 13        | Rep. Ceca     | 0  | 0  | 1  | 1      |
| Totale    | Totale        | 30 | 31 | 20 | 90     |